# Tour de France 2016/1. Etappe
Die 1. Etappe der Tour de France 2016 fand am 2. Juli 2016 statt. Sie führte über 188 Kilometer von Le Mont-Saint-Michel nach Utah Beach. Es gab zwei Bergwertungen der 4. Kategorie und einen Zwischensprint in La Haye nach 118,5 Kilometern. Abgesehen von den beiden kleinen Bergwertungen verlief die Etappe durch recht flaches Terrain, sodass ein Massensprint und damit einer der Sprinter im ersten Gelben Trikot der Tour zu erwarten war.

## Rennverlauf

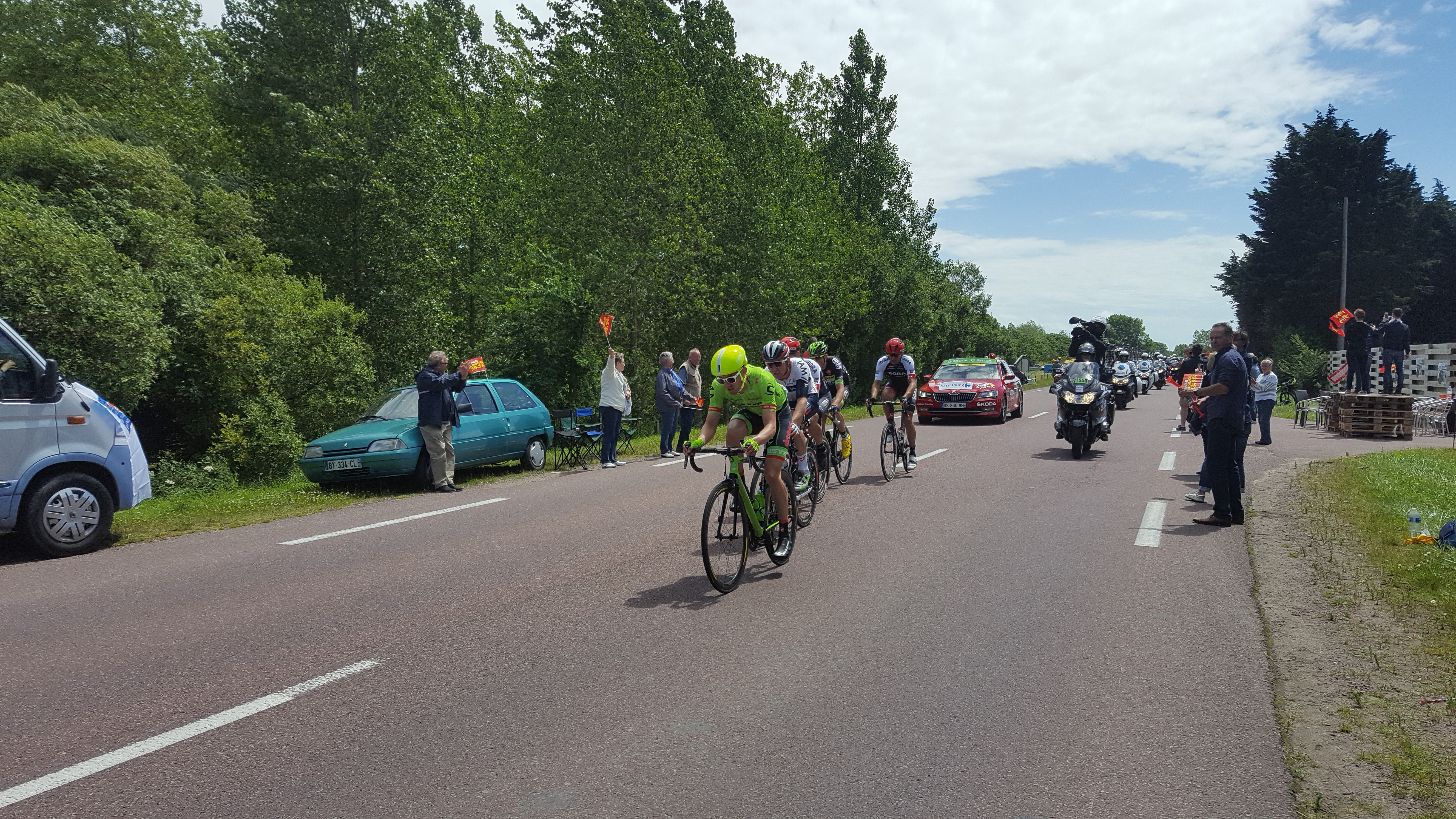
Die Fluchtgruppe in Gouville-sur-Mer.

Die Fluchtgruppe des Tages wurde von zwei Fahrern aus der Mannschaft Bora-Argon 18 initiiert: Jan Bárta und Paul Voß griffen nur kurz nach dem offiziellen Start der Etappe in Begleitung von Leigh Howard (IAM) an. Später schlossen noch Anthony Delaplace (FVC) und Alex Howes (CDT) zu den drei Führenden auf. Vor der ersten Bergwertung setzte sich Paul Voß ab, holte sich den ersten Bergpunkt und setzte seine Flucht allein fort, um auch die zweite Bergwertung 18 Kilometer weiter zu gewinnen. Danach ließ er sich zu den verbliebenen vier Ausreißern zurückfallen.
Kurz nach der zweiten Bergwertung betrug der Vorsprung der Ausreißer etwa vier Minuten. Anschließend steigerten die Mannschaften von Lotto Soudal und Etixx-Quick Step die Geschwindigkeit im Peloton, um die Gefahr der Windkanten entlang der Küste zu bannen und die eigenen Sprinter André Greipel (LTS) und Marcel Kittel (EQS) nach vorne zu bringen. In einer Kurve stürzte Alberto Contador (TNK) und musste sich anschließend vom Tourarzt behandeln lassen, konnte aber wieder zum Peloton aufschließen, als sich der Kurs von der Küste weg bewegte und das Tempo wieder langsamer wurde. Am Zwischensprint, der von Leigh Howard (IAM) gewonnen wurde, betrug der Vorsprung der Fluchtgruppe nur noch etwa 20 Sekunden. Nun attackierten Delaplace und Howes aus der Fluchtgruppe heraus und konnten sich noch bis zu Kilometer 183 vorn halten.
Anschließend begannen die Mannschaften mit dem Aufziehen des Sprints. Wenige Meter vor dem Ziel sorgte ein Sturz zweier Katusha-Fahrer für einen Riss im Peloton nach neun Fahrern. Von diesen neun Rennfahrern konnte sich Mark Cavendish (DDD) in einem langen Sprint vor Marcel Kittel (EQS) und Peter Sagan (TNK) durchsetzen. Cavendish übernahm damit sein erstes Gelbes Trikot und auch die Führung in der Punktewertung. Der fünftplatzierte Edward Theuns wurde erster Träger des Weißen Trikots, mit zwei gesammelten Bergpunkten war Paul Voß erster Träger des Bergtrikots bei der Tour 2016 und angriffslustigster Fahrer dieser Etappe wurde Anthony Delaplace.

## Punktewertungen
| Zwischensprint in La Haye nach 118,5 km auf 41 m |                        |                            |         |
| 1.                                               | Australien             | Leigh Howard (IAM)         | 20 Pkt. |
| 2.                                               | Tschechien             | Jan Bárta (BOA)            | 17 Pkt. |
| 3.                                               | Vereinigte Staaten     | Alex Howes (CDT)           | 15 Pkt. |
| 4.                                               | Frankreich             | Anthony Delaplace (FVC)    | 13 Pkt. |
| 5.                                               | Deutschland            | André Greipel (LTS)        | 11 Pkt. |
| 6.                                               | Deutschland            | Marcel Kittel (EQS)        | 10 Pkt. |
| 7.                                               | Slowakei               | Peter Sagan (TNK)          | 9 Pkt.  |
| 8.                                               | Frankreich             | Bryan Coquard (DNK)        | 8 Pkt.  |
| 9.                                               | Belgien                | Greg Van Avermaet (BMC)    | 7 Pkt.  |
| 10.                                              | Vereinigtes Konigreich | Mark Cavendish (DDD)       | 6 Pkt.  |
| 11.                                              | Italien                | Fabio Sabatini (EQS)       | 5 Pkt.  |
| 12.                                              | Argentinien            | Maximiliano Richeze (EQS)  | 4 Pkt.  |
| 13.                                              | Danemark               | Michael Mørkøv (KAT)       | 3 Pkt.  |
| 14.                                              | Norwegen               | Alexander Kristoff (KAT)   | 2 Pkt.  |
| 15.                                              | Norwegen               | Edvald Boasson Hagen (DDD) | 1 Pkt.  |

| Etappenziel in Utah Beach nach 182,5 km auf 3 m |                        |                          |         |
| 1.                                              | Vereinigtes Konigreich | Mark Cavendish (DDD)     | 50 Pkt. |
| 2.                                              | Deutschland            | Marcel Kittel (EQS)      | 30 Pkt. |
| 3.                                              | Slowakei               | Peter Sagan (TNK)        | 20 Pkt. |
| 4.                                              | Deutschland            | André Greipel (LTS)      | 18 Pkt. |
| 5.                                              | Belgien                | Edward Theuns (TFS)      | 16 Pkt. |
| 6.                                              | Frankreich             | Christophe Laporte (COF) | 14 Pkt. |
| 7.                                              | Frankreich             | Bryan Coquard (DNK)      | 12 Pkt. |
| 8.                                              | Norwegen               | Alexander Kristoff (KAT) | 10 Pkt. |
| 9.                                              | Vereinigtes Konigreich | Daniel McLay (FVC)       | 8 Pkt.  |
| 10.                                             | Australien             | Greg Henderson (LTS)     | 7 Pkt.  |
| 11.                                             | Norwegen               | Sondre Holst Enger (IAM) | 6 Pkt.  |
| 12.                                             | Belgien                | Jasper Stuyven (TFS)     | 5 Pkt.  |
| 13.                                             | Frankreich             | Warren Barguil (TGA)     | 4 Pkt.  |
| 14.                                             | Frankreich             | Julian Alaphilippe (EQS) | 3 Pkt.  |
| 15.                                             | Deutschland            | John Degenkolb (TGA)     | 2 Pkt.  |

## Bergwertungen
| Côte d'Avranches Kategorie 4 nach 20,5 km auf 98 m 1,2 km bei 5,7 % |             |                |        |
| 1.                                                                  | Deutschland | Paul Voß (BOA) | 1 Pkt. |

| Côte des falaises de Champeaux Kategorie 4 nach 39,0 km auf 81 m 1,3 km bei 4,8 % |             |                |        |
| 1.                                                                                | Deutschland | Paul Voß (BOA) | 1 Pkt. |